# Diodon
Genre
Le genre Diodon regroupe des espèces de poissons de la famille des Diodontidae ayant la capacité de gonfler. Une autre de leurs caractéristiques est d'avoir des piquants, ce qui les distingue des Tetraodontidae qui n'en ont pas.
Dans le langage courant, on utilise souvent le mot « Diodon » pour parler d'un membre de la famille Diodontidae sans qu'il appartienne obligatoirement au genre Diodon.
Les espèces du genre Diodon sont souvent appelées poisson-hérisson, poisson porc-épic, hérisson des mers, porte-épines ou châtaigne des mers.

## Particularités

### Un poisson qui se gonfle comme un ballon en cas de danger
Lorsqu'ils se sentent en danger, les diodons se gonflent très rapidement pour effrayer leur agresseur en accumulant de l’air ou de l’eau dans leur œsophage jusqu'à prendre une forme sphérique.

### Un poisson non comestible, toxique voire mortel pour l'humain.
Les diodons accumulent une toxine, appelée tétrodotoxine, dans tous leurs organes, à l'exception de leurs muscles et du sang, qui les rendent mortellement venimeux. Comme leur cousins les fugus, c'est surtout la peau, le foie, les intestins et les gonades qui sont très toxiques, mais chez les diodons, le poison est surtout très concentré dans la pointe des piquants, notamment chez les femelles en période de reproduction. Cette toxine est donc une arme supplémentaire, pour décourager d'éventuels prédateurs.
La tétrodotoxine est synthétisée par des bactéries ingérées par les poissons en même temps que des algues avec lesquelles elles vivent en association. Le poisson y est insensible. Cette toxine n'est détruite qu'après plusieurs heures d'ébullition à haute température, ainsi, même cuits, les poissons restent potentiellement toxiques pour l'homme qui montre alors les premiers symptômes d'empoisonnement dans l'heure (paresthésie buccale, fourmillement au visage, nausées et douleurs abdominales). Il n'existe pas de sérum antivenimeux. En cas d'intoxication alimentaire par la tétrodotoxine, poison qui paralyse les muscles et peut entraîner la mort par arrêt respiratoire, il peut être nécessaire de mettre la victime sous assistance respiratoire (bouche-à-bouche...) pour essayer de lui sauver la vie.

## Liste des espèces
Selon FishBase (1 septembre 2014) :
- Diodon eydouxii Brisout de Barneville, 1846 Poisson porc-épic océanique (circumtropical, sauf Pacifique est);
- Diodon holocanthus Linnaeus, 1758 -- Poisson-hérisson tacheté (circumtropical) ;
- Diodon hystrix Linnaeus, 1758 -- Porc-épic boubou (circumtropical) ;
- Diodon liturosus Shaw, 1804 -- Porc-épic à épines courtes (Indo-Pacifique tropical) ;
- Diodon nicthemerus Cuvier, 1818 (Australie orientale).

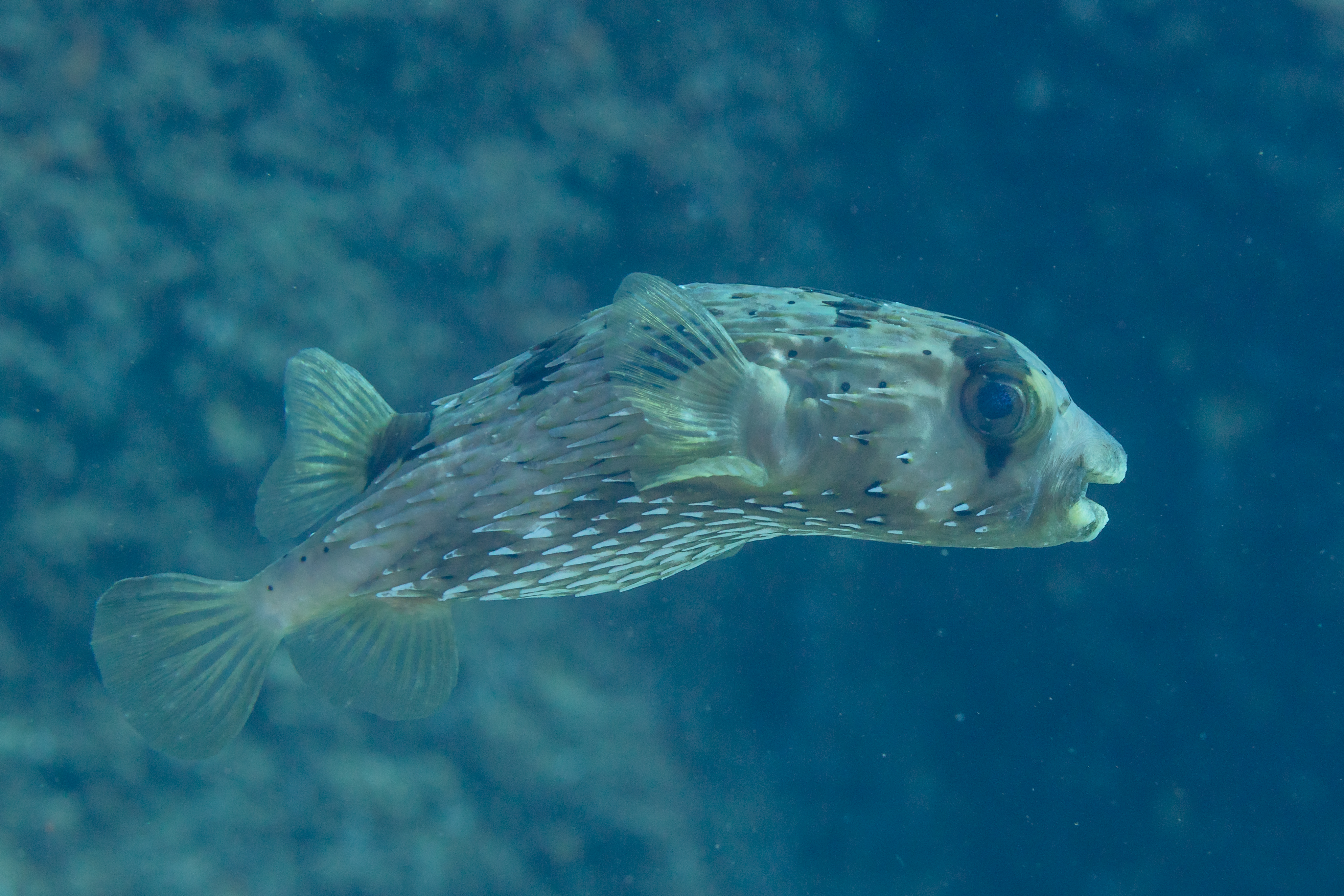
Diodon holocanthus.
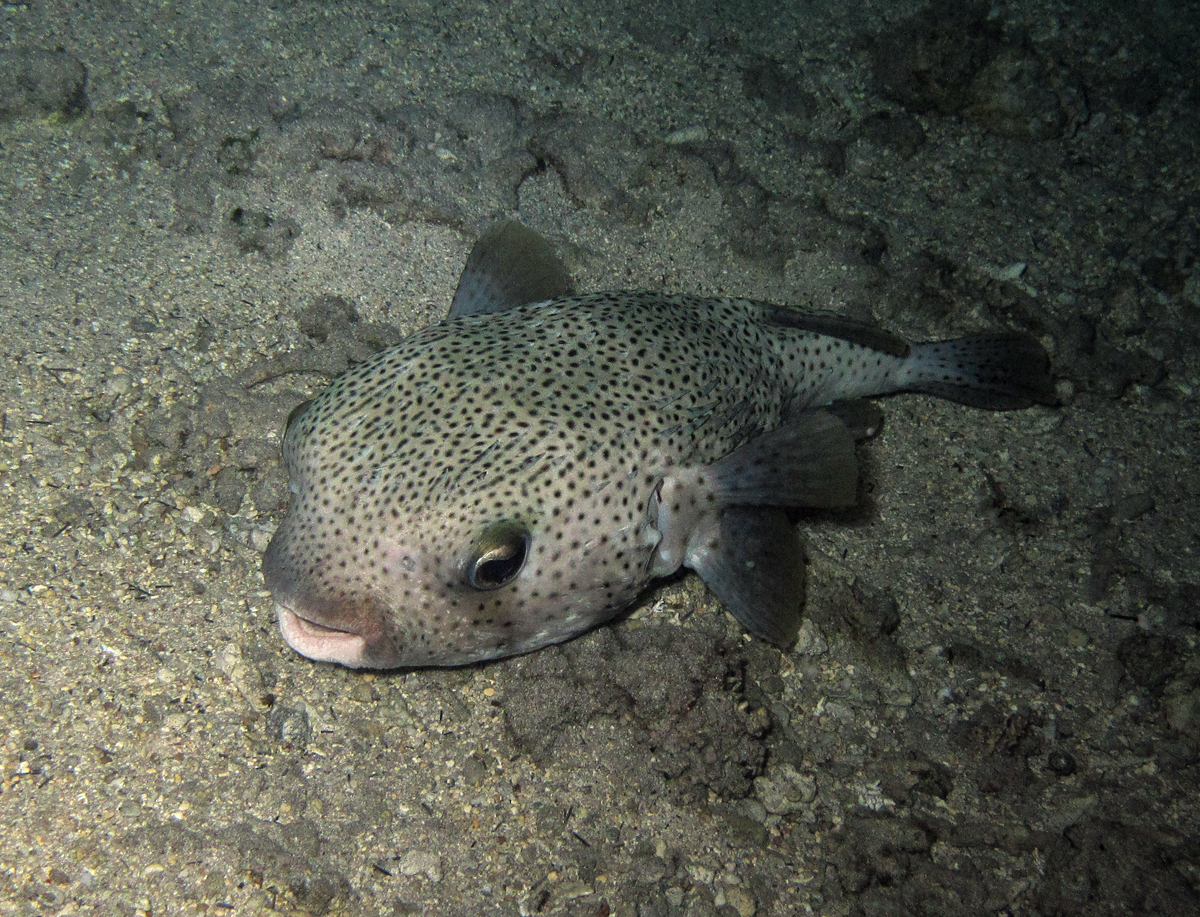
Diodon hystrix.
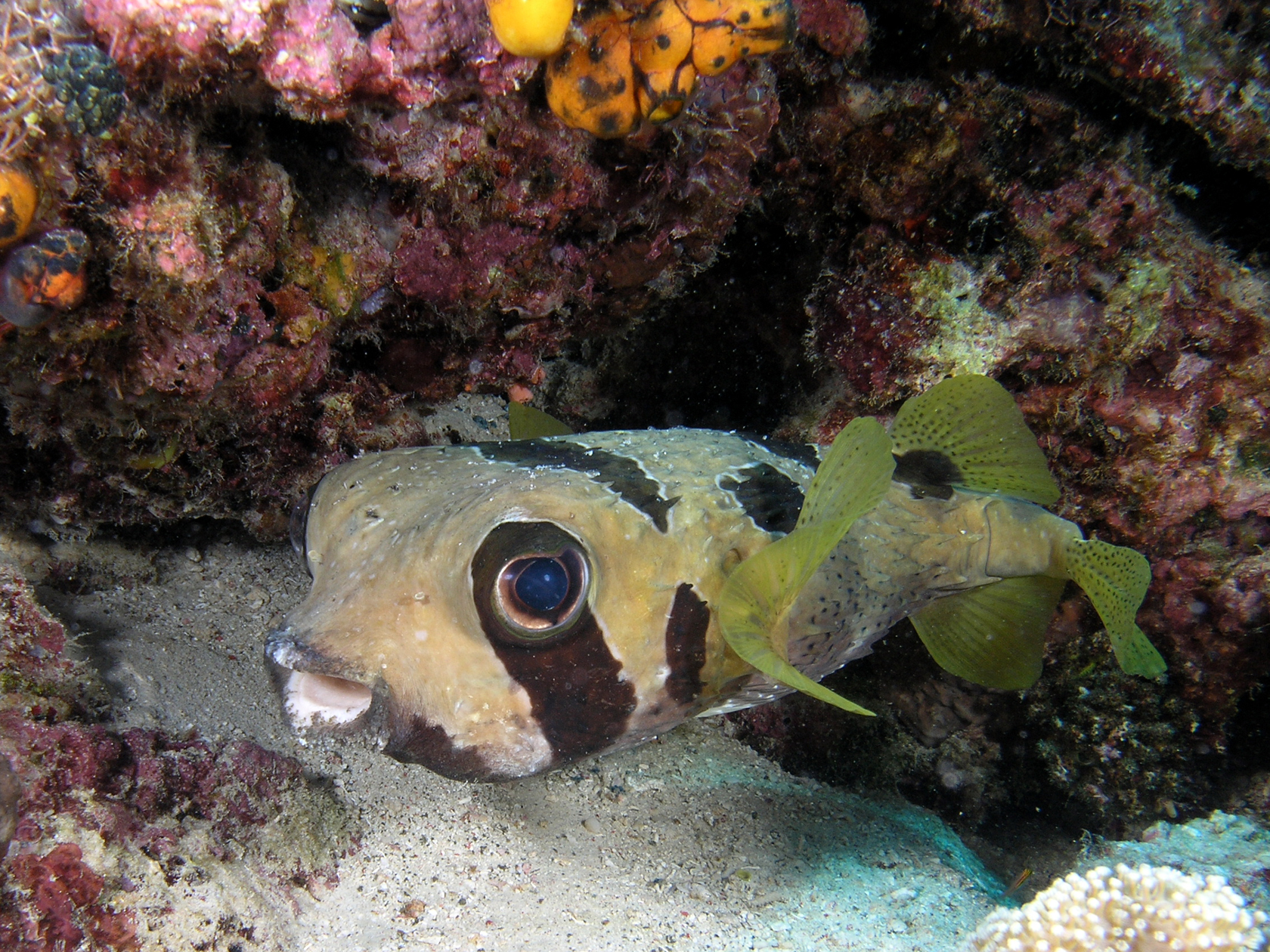
Diodon liturosus.
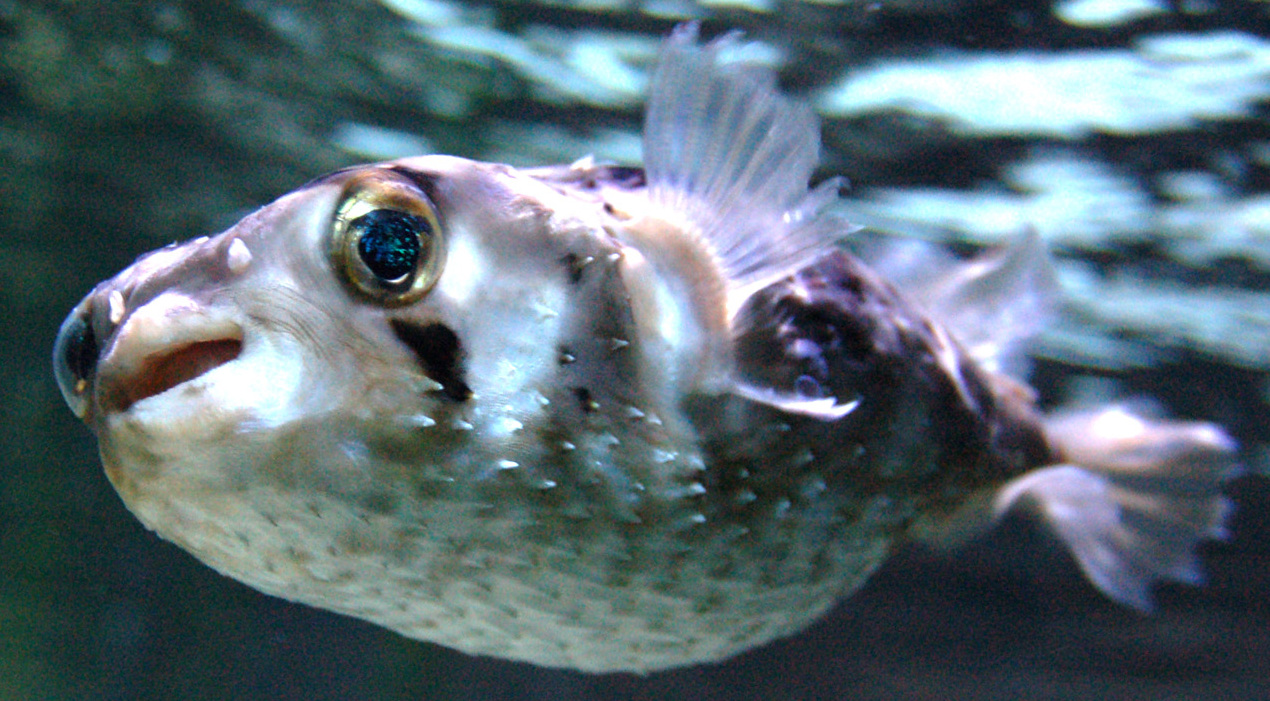
Diodon nicthemerus.

### Synonymie
- Diodon echinatus Linnaeus, 1758, dont on ne connait pas de type, est peut-être un synonyme de Chilomycterus reticulatus[4]
- Diodon fuliginosus DeKay, 1842, synonyme de Chilomycterus schoepfii[4]

Pour les autres synonymes et noms obsolètes, voir la fiche sur FishBase (1 septembre 2014).

### Fossiles
Ces restes fossilisés sont présents dans les faluns de Bretagne.

## Usages

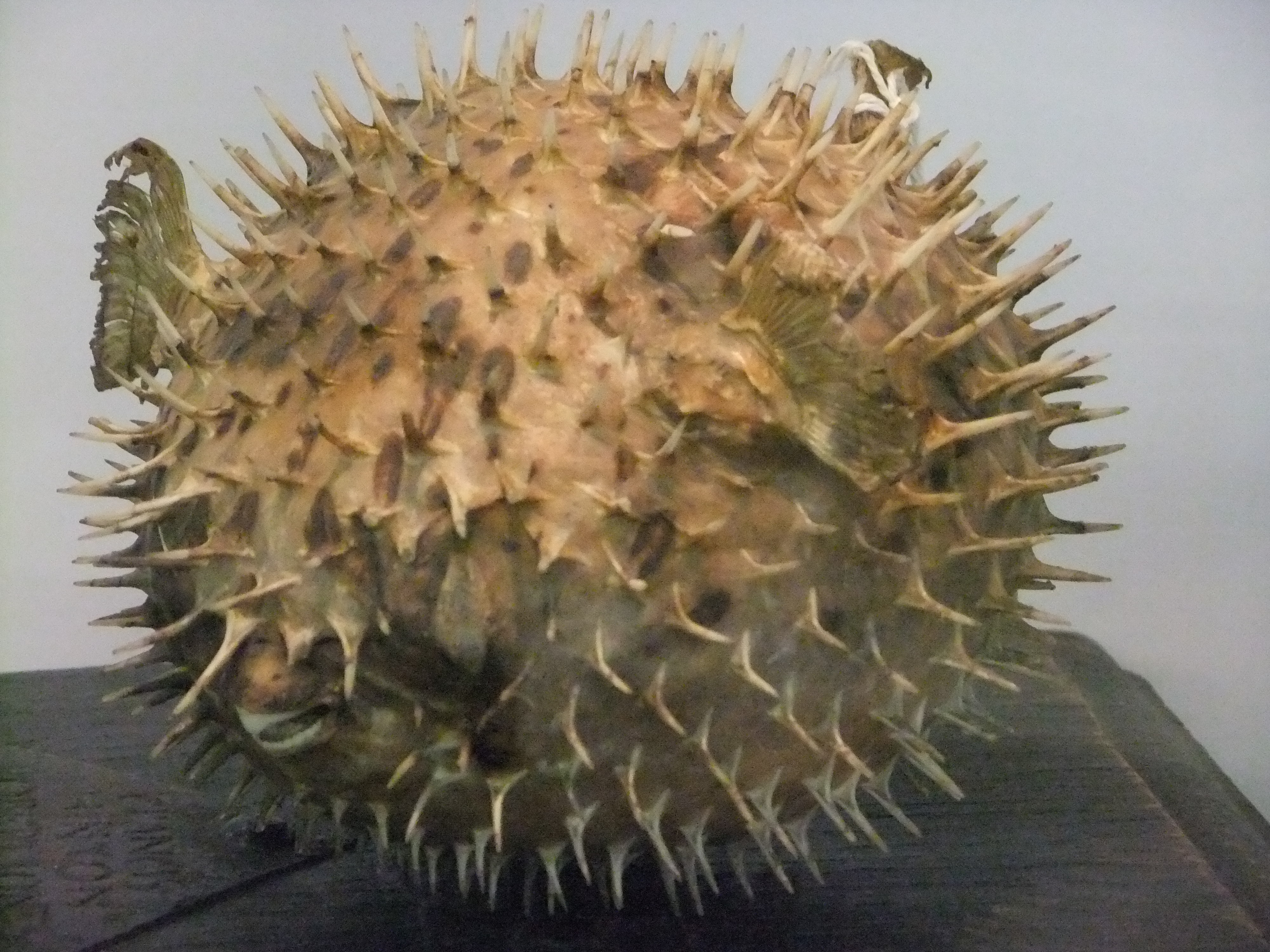
Diodon naturalisé.

Les diodons séchés ont été commercialisés en tant que curiosités ou comme souvenirs pour les touristes, parfois montés en luminaires ou présentés en inclusion dans de la résine, comme presse-papier.
En France, les produits de la pêche de ces poissons sont interdits à la vente depuis un décret du 2 novembre 2006.
Le venin de diodon entrait dans la composition de certains curares.

## Le diodon dans la culture
Le diodon est la mascotte d'OpenBSD, un système d'exploitation réputé pour sa grande sécurité. Celui-ci a été choisi afin d'afficher métaphoriquement la volonté de créer un système d'exploitation inattaquable.
Dans le film d'animation Gang de requins (2004), le personnage de Sykes, doublé par Martin Scorsese, est un diodon.